# Погоарна
Погоарна (рум. Pohoarna) — село у Шолданештському районі Молдови. Утворює окрему комуну.

## Населення
За даними перепису населення 2004 року у селі проживали 2002 особи.
Національний склад населення села:
| Національність       | Кількість осіб | Відсоток   |
| -------------------- | -------------- | ---------- |
| молдавани румуни     | 1942 44        | 97,0% 2,2% |
| українці             | 9              | 0,4%       |
| росіяни              | 4              | 0,2%       |
| гагаузи              | 1              | < 0,1%     |
| інша / без відповіді | 2              | 0,1%       |
| Всього               | 2002           | 100%       |